# ディプティク

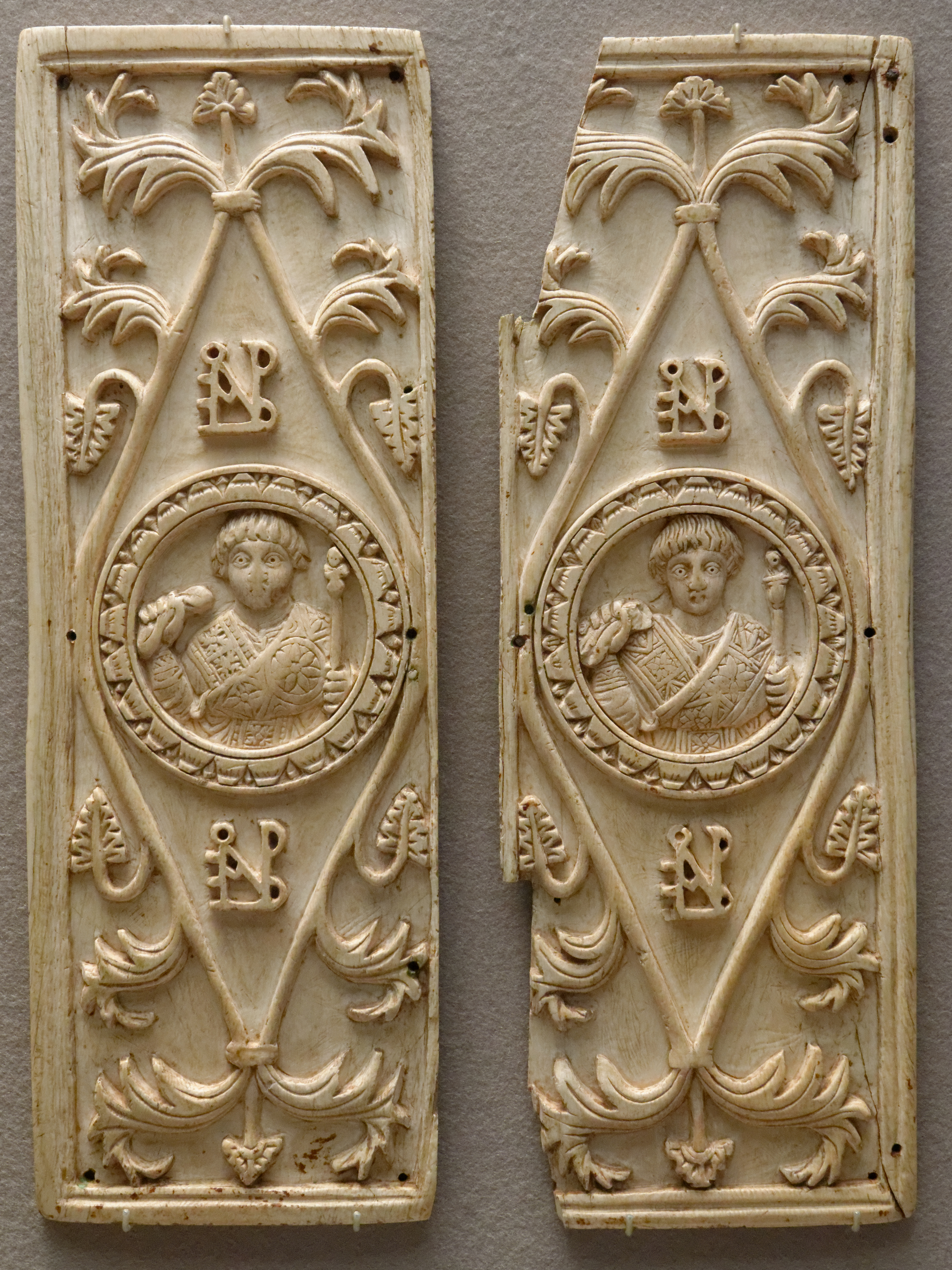
アレオビンドゥスの象牙製ディプティック、506年、ビュザンティオン。ルーヴル美術館所蔵

ディプティク（またはディプティック、ディプティカ、二連板、対幅形式、diptych, 国際音声記号：[ dip'tik], アメリカ英語：[ 'dɪp.tɪk ]）は、古代ローマの二つ折りの書字板や二連祭壇画など、蝶番で繋がった2枚の平板を持つあらゆるものを指す。語源はギリシア語のδίπτυχο [ ði'pti.xo ] で、di-（2）+ptychē（折り重なる）。古代世界では、ノートの記録や時間・方角を計るのに大変重宝された。また、ディプティクという言葉はテーマがリンクする連続した2冊の本（二部作）を比喩的に言う時にも用いられる。
古代末期（en:Late Antiquity）には、ローマの執政官（コンスル）になる個人を讃えるために作られたconsular diptychを起源とする、表紙が装飾された象牙製ディプティク（書字板）は重要な美術形式だった。ローマ帝国末期のもので現存するほとんどはディプティクである。中世以降、多くの板絵（またはパネル画）、は、小型の個人用の携帯用のものから巨大な祭壇画（二連祭壇画）まで、ディプティクの形式をとっていた。
伝統的なディプティクは年輪を刻んだツゲ材製で、ラッカーもしくはワニス処理を施されていた。中には象牙製のもの（読みやすく、すり減ることも少ないので木製のものより優れていた）、あるいは金属製のもの（頑丈で、象牙より安価だが、読みにくかった）もあった。

## 書字板

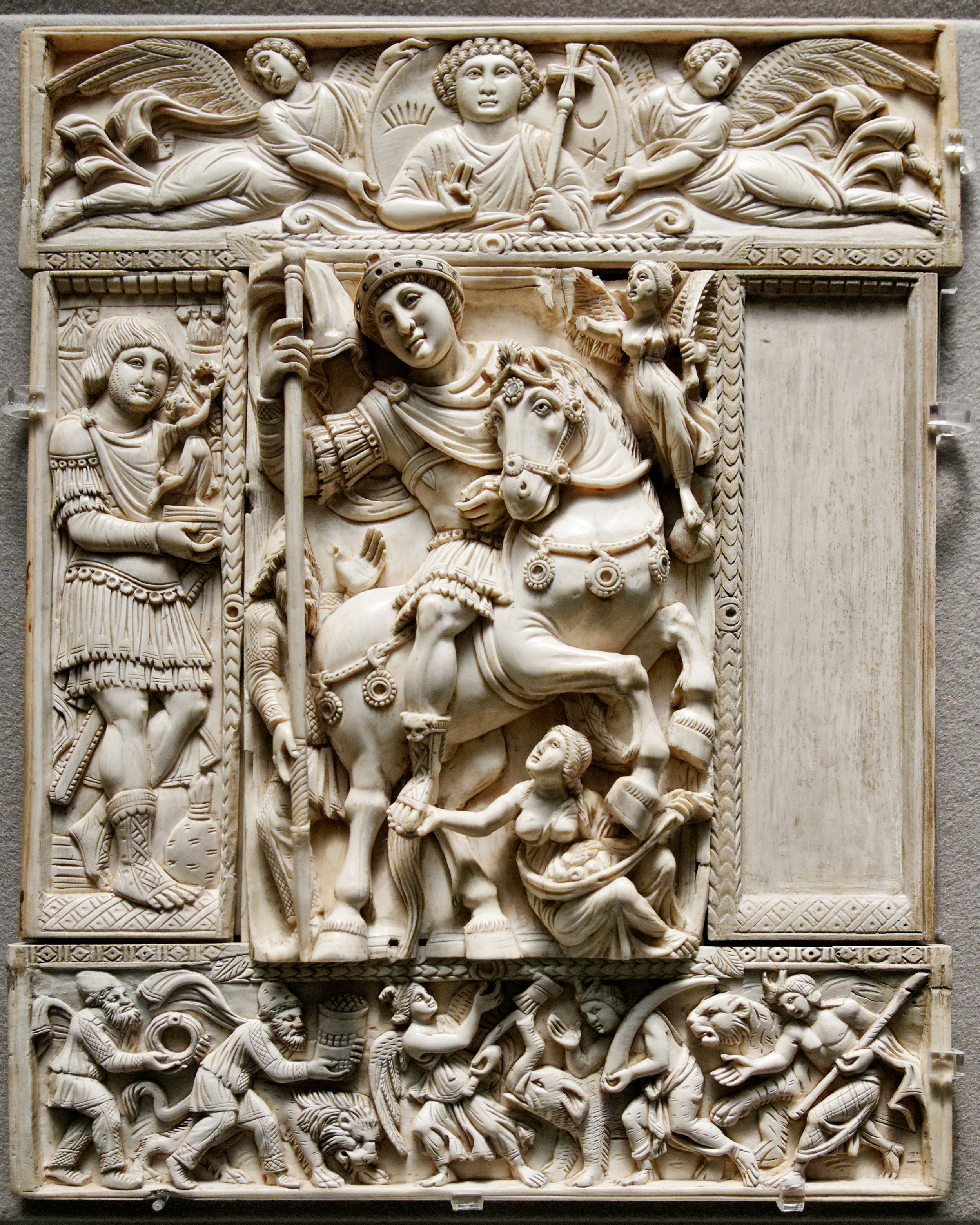
バルベリーニの象牙板（:en:Barberini Ivory）6世紀、コンスタンティノポリス。ルーヴル美術館所蔵

ディプティクには浅い箱型のものがある。これは、2枚の木の板ででき、内側の縁に蝋（ワックス）を詰めた窪みと、小さな木のけがき針を収めるスペースを持っていた。蝋の部分が防水処理されたノートになり、紙と違って、蝋を均せば再利用が可能だったので、おそらく買い物などのメモに有用だったことだろう。
初期キリスト教文学の中で言及されてあるディプティクはこの形式のもので、ディプティクという言葉は、地方教会が公式な生死者名簿（人名記録板）を指すことが多かった。ディプティックの片翼に生者、もう一方に死者の名を記すのである。ディプティクに主教/司教の名が刻まれていることは、地方教会がその司教と交わりがあることを、名前が消されることは分離したことを意味する。ディプティクに記された名前は、聖体礼儀/ミサの間、輔祭/助祭によって公的に読まれた。また、聖人たちの名前を記すのにもディプティクは用いられた。

## 日時計
ディプティクは携帯用の日時計にも用いられた。この型のものは、内側の両面に文字盤があり、一方は垂直式、もう一方は水平式の日時計になっていた。両面を結ぶ紐は指時針（方位磁針）で、開いた時、紐がぴんと張られた角度で使うように調整されていた。

## 祭壇画
ディプティクは祭壇画にも用いられ、この型のものは二連祭壇画と呼ばれる。